# Kloster Aldersbach
Kloster Aldersbach (lateinisch Abbatia Alderspacum) ist eine ehemalige Zisterzienser-Abtei in Aldersbach in Bayern in der Diözese Passau.

## Geschichte

### Von der Gründung bis zur Säkularisation (1803)
Bereits in der Sedenzzeit Bischof Engelmars von Passau (875–899) existierte eine Kirche in Aldersbach, das im Traditionscodex des Klosters Mondsee für die Mitte des 8. Jahrhunderts erstmals erwähnt wird.
Um das Jahr 1120 wurde hier durch den lokalen Adel ein Augustiner-Chorherrenstift gegründet. Spätestens im Jahr 1123 übernahm Bischof Otto I. von Bamberg die Initiative, ähnlich wie im nahe gelegenen Kloster Asbach und auch im Stift Osterhofen. Im Februar dieses Jahres schenkte der Bischof seinen Eigenklöstern Asbach, Aldersbach, Osterhofen und Prüfening jährlich eine größere Menge Salz in Hall (Bad Reichenhall).
Im Jahre 1146, nach der Haustradition am 2. Juli, wurde das Augustinerchorherrenstift von Zisterziensern des Klosters Ebrach übernommen und entsprechend ihrer Tradition der Heiligen Maria Mutter Gottes geweiht.
Das Kloster Ebrach war 1127 vom französischen Kloster Morimond gegründet worden. Im 13. und 14. Jahrhundert verfügte es über ein bedeutendes Skriptorium und über eine eigene Goldschmiedewerkstatt. Eine zwiespältige Abtswahl im Jahre 1361 brachte das Kloster an den Rand des Ruins, von dem es sich erst 100 Jahre später wieder erholte.
Im März 1183 erlangte Abt  Eberhard in Gegenwart von Kaiser Friedrich I. die Rechte betreffend der Vogtei über sein Kloster, nachdem Alram von Chamben diese widerrechtlich an sich gerissen hatte; im März 1200 übernahm König Philipp nach Wahl der Klosterbrüder die Vogtei selbst mit der Zusicherung, sie niemals vom Reiche zu veräußern. Zwischen März 1283 und Juni 1292 herrschte ein langer Streit zwischen den Zisterzienserabteien Aldersbach und Zwettl (Waldviertel, Niederösterreich) um das Patronatsrecht der Kirche von Thaya (Waldviertel), dokumentiert durch 15 Urkunden. Die Edlen von Kuenring unterstützten dabei ihr Hauskloster Zwettl, Graf Gebhard VII. von Hirschberg die Abtei Aldersbach; nach einem Schiedsrichterentscheid verzichtete schließlich Abt Ebro von Zwettl im Juni 1292 zugunsten von Aldersbach auf die Pfarrei.
Eine große Blütezeit erlebte das Kloster Aldersbach seit der Gegenreformation (Mitte des 16. Jahrhunderts) bis zu seiner Aufhebung. Die Äbte hatten zumeist das Amt des Generalvikars der Bayrischen Kirchenprovinz inne und visitierten in dieser Funktion sieben Männerklöster und einen Frauenkonvent (Seligenthal). Ein Zeugnis für die Höhe der Bildung und Wissenschaft in Aldersbach im 18. Jahrhundert bildet die philosophisch-theologische Hauslehranstalt, die der Abt Malachias Niederhofer (amtierend 1669–1683) ins Leben gerufen hatte. Der Plan einer zentralen Lehranstalt zum Generalstudium für den Ordensnachwuchs der Zisterzienser in Bayern konnte wegen der Säkularisation nicht umgesetzt werden. Auf hohem Niveau stand auch die praktische Musikpflege im Kloster. Einige Äbte betätigten sich als Musiker und Komponisten. Das Kloster verfügte über ein stattliches Orchester mit einem umfangreichen Musikarchiv aus zahlreichen gedruckten und handgeschriebenen Musikalien bekannter Musiker, darunter 58 Symphonien.

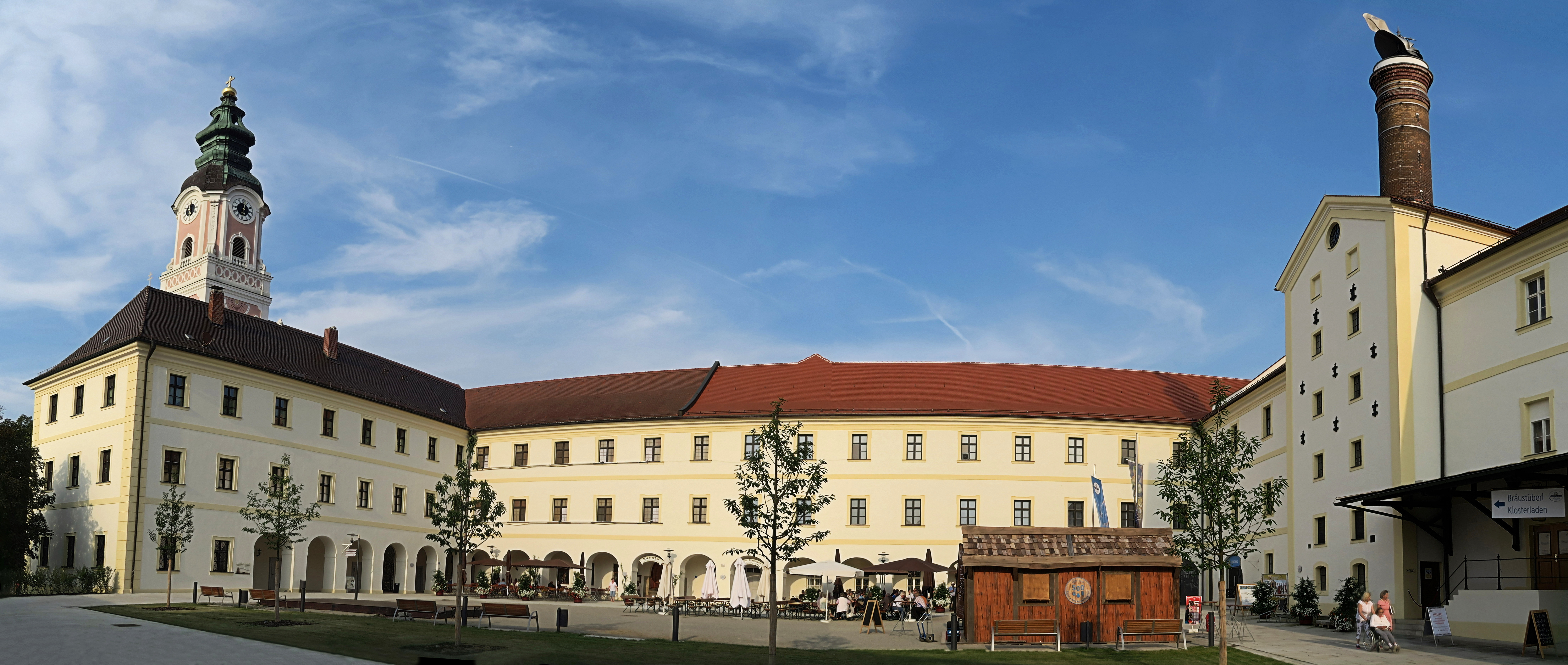
Klosterhof Aldersbach (links: Mariä Himmelfahrt, Mitte: Bräustüberl, rechts: Brauerei und Eingang zum Klosterladen)

Insgesamt erlebte das Kloster im Laufe seiner Geschichte alle Höhen und Tiefen: Reichtum, Pracht, wissenschaftliche Höchstleistungen und vorbildliches monastisches Leben standen in ständigem Auf und Ab mit Plünderungen infolge von Kriegsereignissen, Krankheiten wie der Pest, unfähigen Äbten und schließlich der politisch bedingten Aufhebung durch die Säkularisation im Jahr 1803.

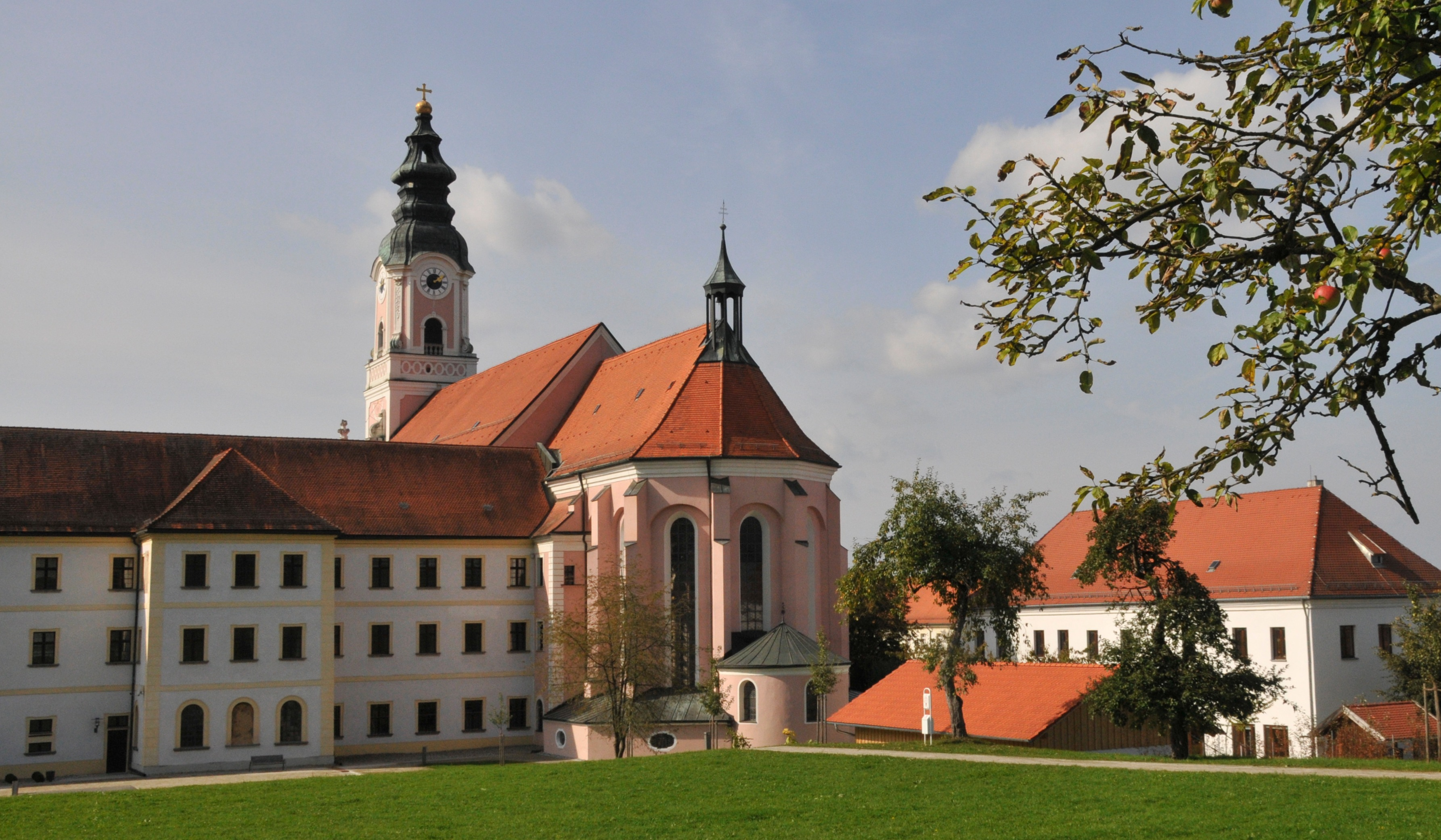
Kirche mit Konventbau (links) und Rathaus (rechts) von Osten

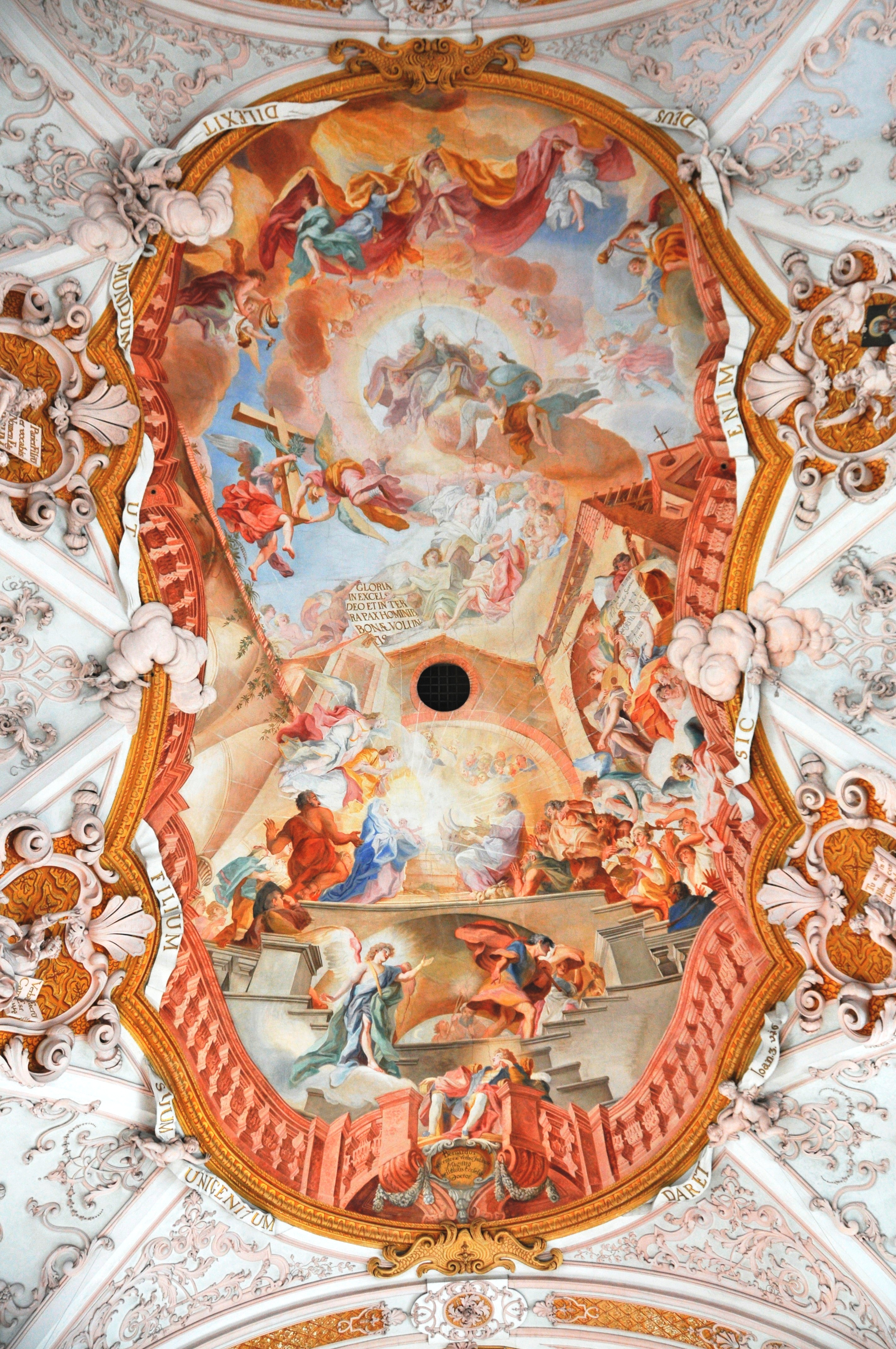
Deckenfresko im Kirchenschiff (Ausschnitt Mitte)

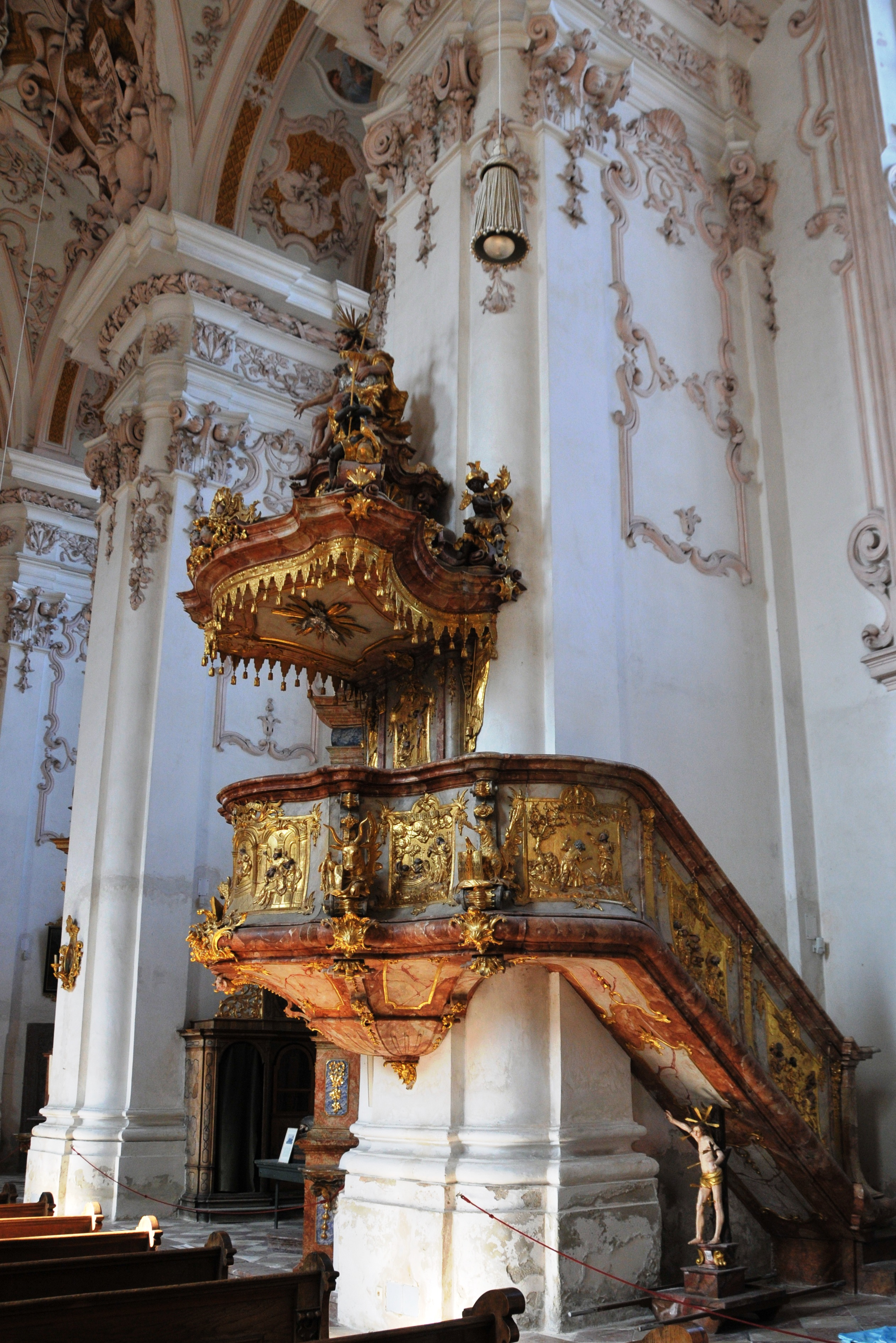
Kanzel

Als am 21. März 1803 der Aufhebungskommissar dem Konvent unter Abt Urban Tremel (amtierend 1797–1803) die Aufhebung des Klosters verkündete, stand ein blühendes Kloster mit 42 Mönchen nach beinahe sieben Jahrhunderten vor seinem jähen Ende.

### Tochterklöster
Von Aldersbach aus wurden einige bedeutende weitere Zisterzienserabteien gegründet, die Klöster Fürstenzell (Lkr. Passau) (1274), Fürstenfeldbruck (1258) und Gotteszell (1285) und Kloster Walderbach (1669). Seit dem 17. Jahrhundert wurde von Aldersbach aus auch das noch heute bestehende Kloster Seligenthal Landshut betreut. Ebenfalls wurden zum Priester geweihte Mönche in Pfarreien der Umgebung geschickt, so etwa nach Rotthalmünster.

### Säkularisation
Nach der Verstaatlichung – gemeinhin als Säkularisation bezeichnet – wurden zunächst die Mönche und die Bediensteten des Klosters entlassen; während die Mönche eine kleine Pension erhielten oder als Pfarrer in der Umgebung ein Unterkommen fanden, wurden die Bediensteten brotlos. Die umfangreichen Besitztümer wie Fischteiche, landwirtschaftliche Anwesen, Wälder und das gesamte Mobiliar, die einst dem Kloster gehörten, wurden versteigert. Die über 40.000 Bände umfassende, bedeutsame Bibliothek wurde vom kurfürstlichen Bibliothekskommissar Johann Christoph von Aretin aufgelöst. Handschriften, Inkunabeln sowie seltene Drucke kamen an die heutige Bayerische Staatsbibliothek nach München. Die restlichen Bücher, vornehmlich Drucke des 18. Jahrhunderts, gingen an die Universitätsbibliothek nach Landshut, der Vorgängerin der heutigen Universitätsbibliothek München sowie an das Gymnasium in Straubing. Die Amtsbücher und Akten wurden an das Bayerische Hauptstaatsarchiv verbracht. Die noch im Kloster verbliebenen, von keiner der vorgenannten Institutionen für aufbewahrungswürdig befundenen Bücher, wurden zum Kilopreis als Altpapier verkauft. Der bescheidene Erlös fiel dem Kurfürstentum beziehungsweise dem Königreich Bayern zu.

### Heutige Nutzung

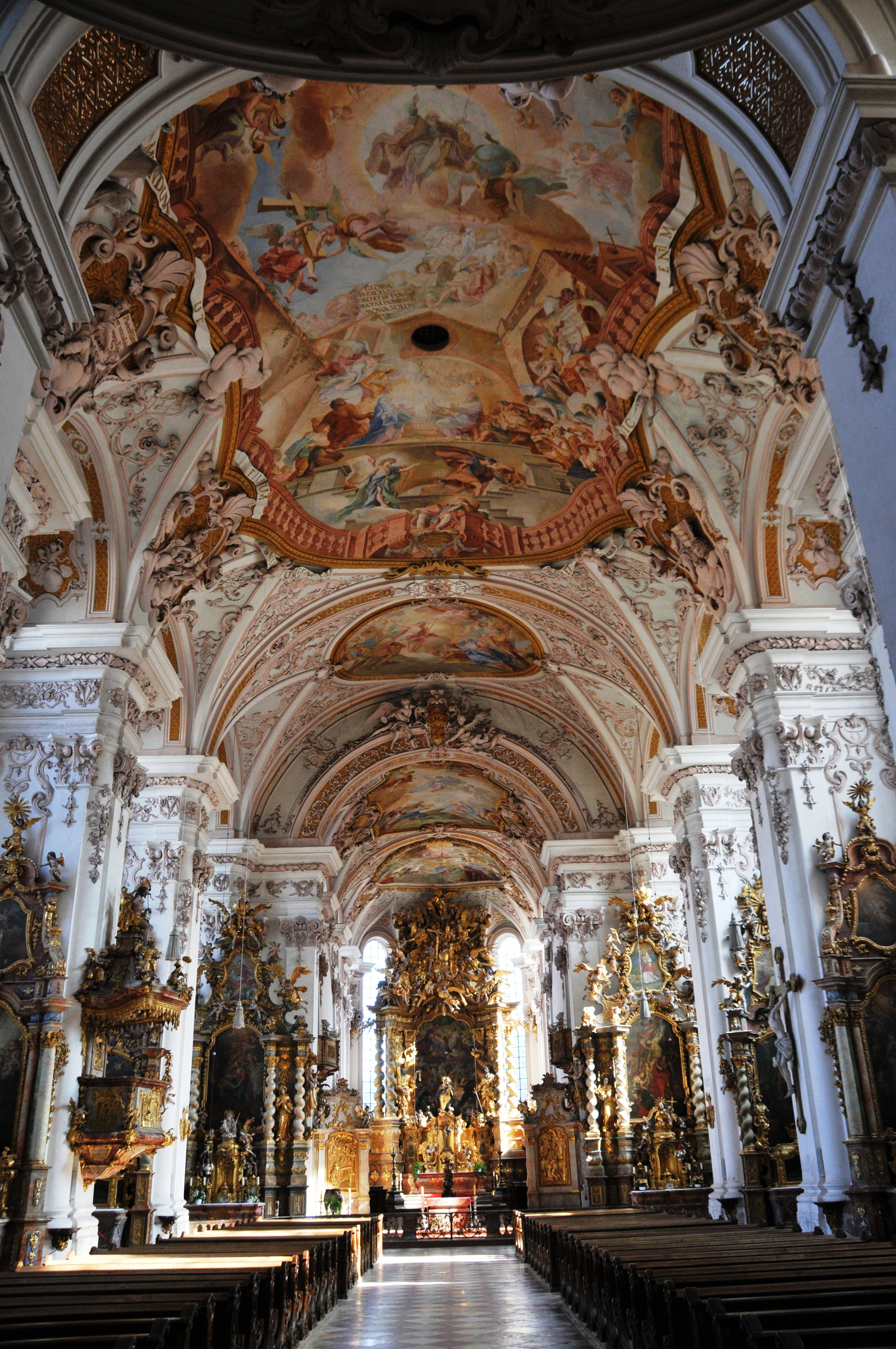
Innenansicht der Kirche

Die von den Gebrüdern Asam ausgestaltete Kirche (auch „Dom des Vilstals“ genannt) sollte abgerissen werden, wurde aber nach heftigen Protesten einiger Bürger ab 1806 zur Pfarrkirche der im Aufbau befindlichen Gemeinde Aldersbach erhoben.
Im Jahre 1804 wurde die dem Kloster gehörende Brauerei zunächst an einen Bierbrauer aus Passau, im Jahre 1811 an den seit 1806 im nahen Haidenburg ansässigen Johann Adam von Aretin verkauft. Er erwarb auch einen Großteil der Klostergebäude, die am Eingang zum Kloster befindliche Portenkirche und weitere noch nicht verkaufte Grundstücke und Wälder. Die früheren Klostergebäude wurden sehr unterschiedlich genutzt: die Portenkirche diente zeitweise als Lagerraum für Düngemittel, bis in die 1930er Jahre unterhielten die Mallersdorfer Schwestern im Kloster eine „Kinderbewahranstalt“, also einen Kindergarten; andere Teile des Klosters wurden zu Wohnungen umgestaltet. In Kriegszeiten war ein Lazarett untergebracht und nach dem Zweiten Weltkrieg boten die Räume Flüchtlingen aus dem Osten eine erste Unterkunft. Die ehemalige Bibliothek diente als Turnhalle.
Im Laufe der Zeit, besonders aber in den letzten Jahren, mussten aus wirtschaftlichen Gründen immer wieder der frühere klösterliche Grundbesitz und Immobilien verkauft werden. Dagegen befindet sich die Brauerei mehrheitlich in Familienbesitz.
Der im Jahre 1983 gegründete „Förderkreis Kloster Aldersbach“ übernahm das Kloster von der Familie Aretin und hat es sich zur Aufgabe gemacht, die Gebäude des ehemals bedeutendsten Zisterzienserklosters in Bayern vor dem Verfall zu retten und wieder einem zeitgemäßen Verwendungszweck zuzuführen. Mit einem Kostenaufwand von rund sechs Millionen Euro und mit starker Unterstützung durch das Bayerische Landesamt für Denkmalpflege wurde dieses Ziel nahezu erreicht. Die Gelder stammen hauptsächlich aus dem Entschädigungsfonds des Freistaates Bayern und der Deutschen Stiftung Umweltschutz sowie aus privaten Spenden. Nach mehrjährigen, schwierigen Restaurierungsarbeiten wurde – als vorerst letzte Baumaßnahme – am 20. Mai 2007 der kunsthistorisch bedeutsame Fürstensaal von Staatsminister Thomas Goppel wieder eröffnet und der Öffentlichkeit zugänglich gemacht. Wegen der Fresken mit Szenen aus dem Leben König Salomons wird dieser Raum heute überwiegend als „Salomonsaal“ bezeichnet. Wie in der monastischen Vergangenheit sollen hier in der Zukunft wieder kulturelle Veranstaltungen stattfinden.

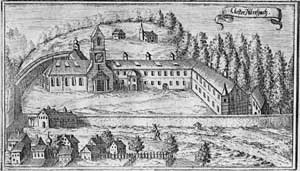
Stich des Klosters aus dem Churbaierischen Atlas des Anton Wilhelm Ertl 1687

Das ursprüngliche Ziel einer monastischen Wiederbesiedelung konnte bisher nicht erreicht werden, wird aber nicht aufgegeben. Von 1990 bis zum Sommer 2004 lebte mit Pater Stephan Holzhauser aus dem Stift Zwettl (Österreich) ein Zisterziensermönch in Aldersbach.
Die heutige Klosteranlage gliedert sich in den der Kirche gehörenden Pfarrbereich (Pfarrerwohnung), den Öffentlichkeitsbereich mit Gaststätte und in eine Bildungsstätte mit mehreren Seminarräumen. Die ehemaligen Mönchszellen werden als Gästezimmer genutzt, die anderen Räumlichkeiten, wie zum Beispiel der „Modlersaal“ (ehemaliger Speiseraum des Abtes und seiner Gäste) stehen für Seminare, Schulungen und private Veranstaltungen zur Verfügung. Das Refektorium (Speisesaal) des Klosters dient heute als Festsaal der Brauerei Aldersbach und ist in das überregional bekannte „Bräustüberl“ integriert.
Im früheren Schulgebäude ist heute das Rathaus mit der gesamten Gemeindeverwaltung untergebracht, die ehemaligen Ökonomiegebäude werden als Bauhof der Gemeinde genutzt, und im klösterlichen Krankenbereich (Infirmerie) befindet sich der örtliche Kindergarten.
Seit 2004 veranstaltet der Förderkreis, dem 2007 rund 300 Mitglieder angehörten, zusammen mit dem Internationalen Künstlerhaus Villa Concordia in Bamberg (eine dem Freistaat Bayern gehörende Einrichtung) jeweils drei Konzerte unter dem Titel „Aldersbacher Frühling“ und drei Lesungen („Aldersbacher Herbstlese“). Dabei traten Künstler wie Conny Froboess, Manfred Krug, Erika Pluhar, das Kuss-Quartett, Udo Samel, German Brass, Ludwig Güttler mit seinem Ensemble, The King’s Singers, der Büchner-Preisträger Martin Mosebach oder Gudrun Landgrebe auf.

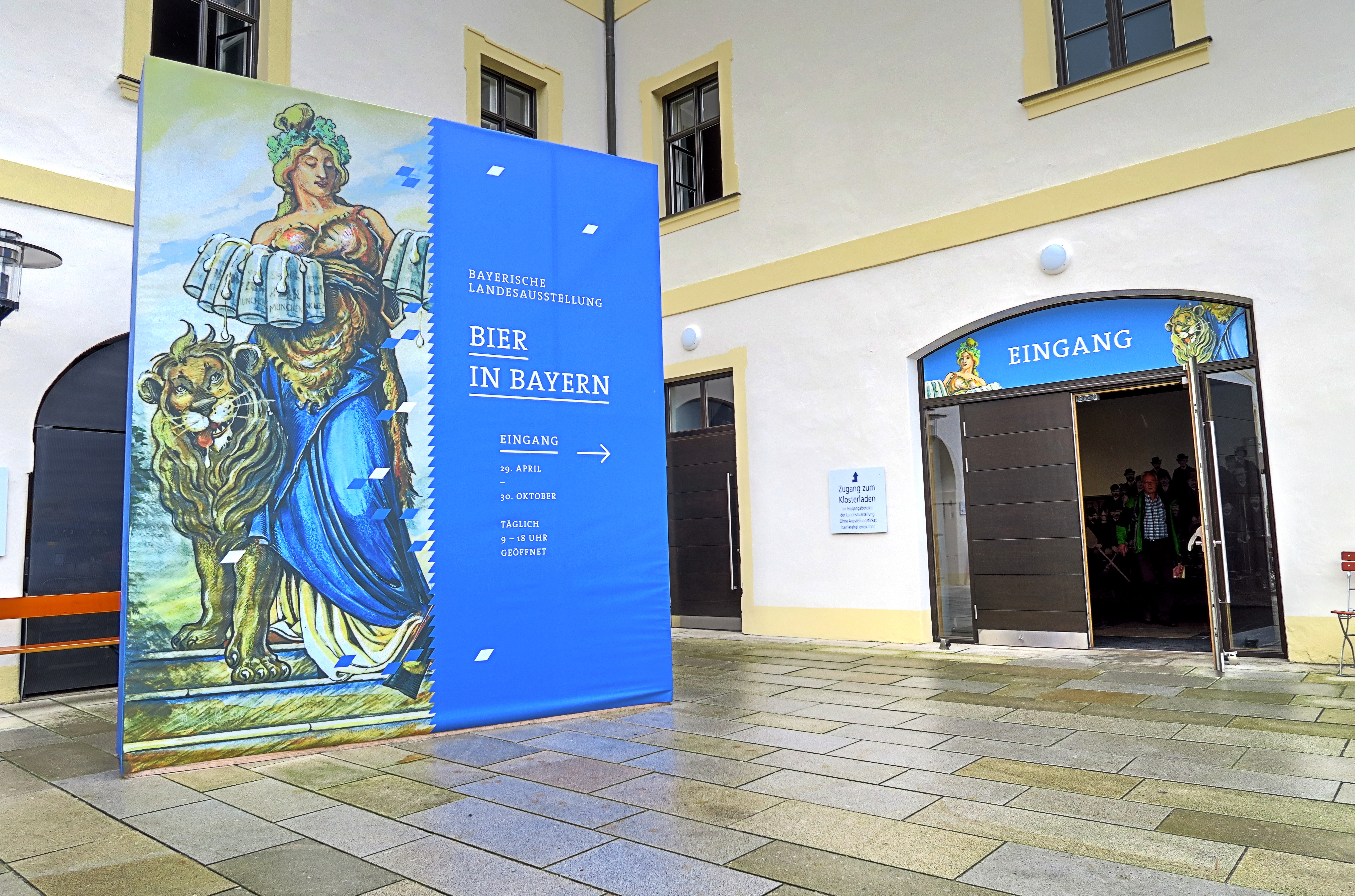
Landesausstellung: Bier in Bayern

Vom 29. April bis zum 30. Oktober 2016 fand im ehemaligen Kloster Aldersbach anlässlich des 500. Geburtstages des Reinheitsgebotes die Bayerische Landesausstellung mit dem Titel Bier in Bayern statt.

## Bedeutende Mitglieder des Konvents (Auswahl)
- Wolfgang Marius (1514–1544)
- Engelbert Vischer, Abt von 1683 bis 1705
- Theobald Reitwinkler, Abt von 1745 bis 1779